# Rudiment

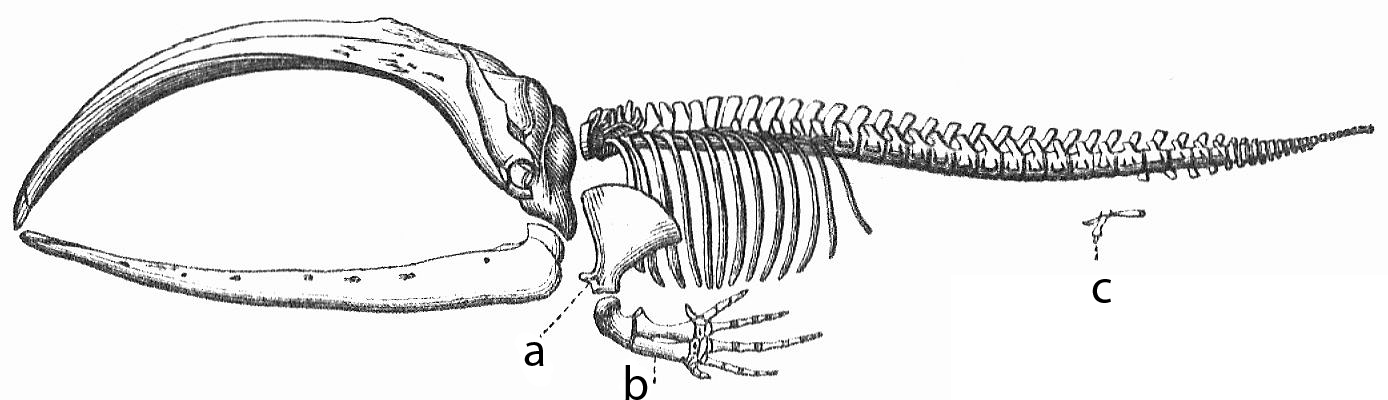
Skelett av en bardval
a - skulderblad, b - främre extremitet, c - rudiment av bakre extremitet

Rudiment, ofta kallade rudimentära organ även om långt ifrån alla rudiment är organ, avser inom biologin rester av tidigare utvecklingsformer vars ursprungliga funktion helt eller i huvudsak gått förlorad genom evolution utan att för den skull helt försvunnit (en del rudiment försvinner dock innan djuret fötts eller nått vuxen ålder). I en del fall kan nya funktioner delvis ha ersatt de ursprungliga.

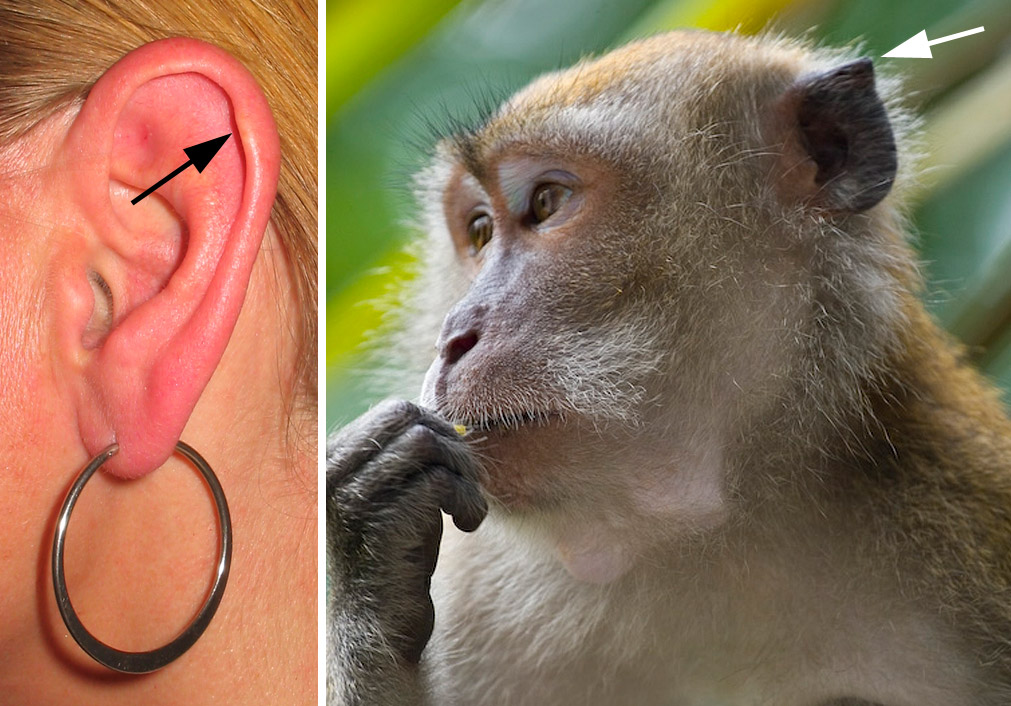
Människans öra har inte alls den rörlighet som återfinns hos exempelvis våra avlägsna släktingar makakerna, men likväl har alla människor öronmuskler.

Även när det gäller växter talar man om rudiment, som kan vara enstaka återfynd av någon växtart, som ansetts ha försvunnit inom ett visst område. Det kan ibland röra sig om något enstaka ogrott frö, som kommit i dagen vid rivning av ett gammalt hus, och visar sig vara grobart.

## Exempel
Exempel på rudimentära organ och funktioner hos människan (och tänkt ursprung) inkluderar:
- svanskotor (svans)[1]
- visdomständer (extra tänder för växtätare med större käkben som åt grövre föda)
- öronmusklerna (styrning av öronen för bättre hörsel)[1]
- plica semilunaris och dess muskler (tillbakabildad blinkhinna, "tredje ögonlocket")
- gåshud (skulle få håret/pälsen att resa sig och fått personen att se större och starkare ut, jämför med skrämd katt)
- skräp-DNA (oklart vad den ursprungliga kodningen kan ha tjänat till, om något)
- spädbarns förmåga att hänga fast vid exempelvis en stång (förmågan att hänga sig fast vid en mor med päls)
- I gommen finns rester av Jacobsons organ, ett organ som är väl utvecklat hos ormar.[1]

Rudiment återfinns också hos en lång rad djur, exempelvis:
- bakben i valar
- ögon hos mullvadar och andra blinda kräl- och däggdjur
- vingar på strutsar, kivifåglar[1] och andra fåglar utan flygförmåga
- vingar på honor av Lymantria dispar, fjärilar som mist sin flygförmåga
- svans på krabbor
- öronmuskler hos schimpanser och orangutanger
- svanskotor hos många svanslösa djur
- plica semilunaris hos djur utan blinkhinna
- bäcken hos vissa ormar och valar. [1]